# Valerio Zurlini
Valerio Zurlini, né le 19 mars 1926 à Bologne et mort le 26 octobre 1982 à Vérone, est un réalisateur et scénariste italien.

## Biographie
Après des études en droit et histoire de l'art, Valerio Zurlini s’oriente vers le cinéma et tourne de 1948 à 1955 une quinzaine de courts métrages documentaires. Il réalise son premier long métrage, Les Jeunes Filles de San Frediano, en 1955, une comédie dramatique adaptée du roman de Vasco Pratolini.
En 1957, il écrit le scénario de Guendalina que tournera finalement Alberto Lattuada. Viennent ensuite Été violent, en 1959 ; puis La Fille à la valise, en 1960, avec Claudia Cardinale et Jacques Perrin qui obtient un succès critique et public.
En 1962, il tourne Journal intime avec Marcello Mastroianni et Jacques Perrin également inspiré d'un roman de Vasco Pratolini, Cronaca familiare, pour lequel il obtient le Lion d'or à Venise.
Dans ces trois films, Valerio Zurlini peint avec sensibilité l'effusion amoureuse et le désespoir existentiel d'êtres conscients des difficultés sociologico-politiques dans lesquelles ils évoluent. La force de Zurlini est de communiquer aux paysages et à l'espace le malaise intérieur de ses protagonistes.
C'est, en particulier, le cas dans Été violent, avec Jean-Louis Trintignant, Eleonora Rossi Drago, Jacqueline Sassard et Enrico Maria Salerno, qui rappelle en maints endroits l'émouvant Jardin des Finzi-Contini que Zurlini, en froid avec les producteurs, ne réalisa pas, et qui fut en définitive l'œuvre de Vittorio De Sica.
Il met ensuite en scène des films moins aboutis comme  Des filles pour l'armée, en 1965, ou Assis à sa droite, en 1968, avant de retrouver le succès en 1972 avec Le Professeur avec Alain Delon, Sonia Petrovna et Lea Massari.
Son œuvre la plus forte est peut-être la fidèle adaptation, écrite par André-Georges Brunelin, du roman de Dino Buzzati, Le Désert des Tartares, en 1976, dans les décors remarquables de la citadelle de Bam (Iran) et avec une distribution internationale prestigieuse : Vittorio Gassman, Giuliano Gemma, Philippe Noiret, Jacques Perrin, Laurent Terzieff, Fernando Rey, Jean-Louis Trintignant, Max von Sydow, Helmut Griem, Francisco Rabal et, pour la musique, Ennio Morricone.
Valerio Zurlini est mort à Vérone le 26 octobre 1982ou le 27 octobre 1982. Dans le documentaire Trintignant l'Italien, Jean-Louis Trintignant mentionne qu'il se serait suicidé. Mais l'autopsie révèle qu'il est mort d'une hémorragie interne due à des problèmes hépatiques.

## Filmographie

### Courts métrages
- 1944 : Sorrida prego
- 1949 : Racconto del quartiere
- 1949 : Favola del cappello
- 1950 : Pugilatori
- 1950 : Miniature
- 1951 : Il blues della domenica sera
- 1952 : La stazione (it)
- 1952 : Soldati in città
- 1952 : Il mercato delle facce
- 1963 : Il paradiso all'ombre delle spade

### Longs métrages
- 1955 : Les Jeunes Filles de San Frediano (Le ragazze di San Frediano)
- 1959 : Été violent (Estate violenta)
- 1961 : La Fille à la valise (La ragazza con la valigia)
- 1962 : Journal intime (Cronaca familiare)
- 1965 : Des filles pour l'armée (Le soldatesse)
- 1968 : Assis à sa droite (Seduto alla sua destra)
- 1969 : Quand, comment et avec qui ? (Come, quando, perché) d'Antonio Pietrangeli. Valerio Zurlini achève le tournage après la mort accidentelle de son confrère[Note 1]
- 1972 : Le Professeur (La prima notte di quiete)
- 1976 : Le Désert des Tartares (Il deserto dei Tartari)

## Distinctions
- 1962 : Lion d'or de la Mostra de Venise pour Journal intime
- 1965 : Prix spécial d'argent du Festival international du film de Moscou pour Des filles pour l'armée
- 1977 : Ruban d'argent du meilleur réalisateur pour Le Désert des Tartares
- 1977 : David di Donatello du meilleur réalisateur pour Le Désert des Tartares